# Medina Eisa
Medina Eisa, née le 3 janvier 2005, est une athlète éthiopienne, spécialiste des courses de fond.

## Biographie
Elle est révélée en 2022 en devenant championne du monde junior du 5 000 mètres à Cali.
En 2023, Medina Eisa se classe deuxième de la course individuelle junior des championnats du monde de cross à Bathurst en Australie. Le 23 juillet 2023 à Londres, elle établit un nouveau record d'Afrique junior du 5 000 m en 14 min 16 s 54.
Elle se classe 6e du 5 000 m des championnats du monde à Budapest et 4e du 5 kilomètres des championnats du monde de course sur route en battant le record d'Afrique junior en 14 min 40 s.
En mars 2024 à Accra, elle remporte la médaille d'or du 5 000 m lors des Jeux africains en devançant deux autres athlètes éthiopiennes.

## Palmarès
| Date | Compétition                               | Lieu     | Résultat | Épreuve            | Temps          |
| ---- | ----------------------------------------- | -------- | -------- | ------------------ | -------------- |
| 2022 | Championnats du monde juniors             | Cali     | 1re      | 5 000 m            | 15 min 29 s 71 |
| 2023 | Championnats du monde de cross            | Bathurst | 2e       | Individuel junior  | 21 min 0 s     |
| 2023 | Championnats du monde de cross            | Bathurst | 1re      | Par équipes junior | 15 pts         |
| 2023 | Championnats du monde                     | Budapest | 6e       | 5 000 m            | 14 min 58 s 23 |
| 2023 | Championnats du monde de course sur route | Riga     | 4e       | 5 km               | 14 min 41 s    |
| 2024 | Jeux africains                            | Accra    | 1re      | 5 000 m            | 15 min 4 s 32  |
| 2024 | Jeux olympiques                           | Paris    | 7e       | 5 000 m            | 14 min 35 s 43 |

## Records
| Épreuve | Temps                | Lieu           | Date            |
| ------- | -------------------- | -------------- | --------------- |
| 5 000 m | 14 min 16 s 54 (AJR) | Londres        | 23 juillet 2023 |
| 5 km    | 14 min 38 s          | Herzogenaurach | 27 juillet 2024 |

10 km       30 min 41 s       Manchester    18 mai 2025